# Бромежик (Западно-Варшавский повет)
Броме́жик (пол. Bromierzyk) — деревня в Польше в сельской гмине Кампинос Западно-Варшавского повета Мазовецкого воеводства.
Упоминается с 1827 года. Bromirka  и Bromirzyk  В 1827 году входил в состав гмины Лазы (польск. Łazy) Сохачевского уезда (польск. pow. Sochaczewski). В деревне проживало 105 жителей в 15 домах. Прихожане католического прихода Завады (польск. Zawady).
В 1975—1998 годах деревня входила в состав Варшавского воеводства.
В 2002 году в селе проживало 18 жителей, а в 2005 году – 27 жителей. После создания Кампиноского национального парка Бромежик и многие другие деревни были перемещены, а их земли были куплены КНП. В настоящее время села нет, а на его месте растет лес.